# Inégalité de Hölder
En analyse, l’inégalité de Hölder, ainsi nommée en l'honneur de Otto Hölder, est une inégalité fondamentale relative aux espaces de fonctions Lp, comme les espaces de suites ℓp. C'est une généralisation de l'inégalité de Cauchy-Schwarz. Il existe une formulation de l'inégalité utilisée en mathématiques discrètes.

## Énoncé
Soient
- {\displaystyle S} un espace mesuré,
- {\displaystyle p,q>0} (la valeur {\displaystyle +\infty } étant permise) vérifiant la « relation de conjugaison »{\displaystyle {\frac {1}{p}}+{\frac {1}{q}}=1,}
- {\displaystyle f\in L^{p}(S)} et {\displaystyle g\in L^{q}(S)}.

Alors, le produit {\displaystyle fg} appartient à {\displaystyle L^{1}(S)} et sa norme est majorée naturellement :
{\displaystyle \|fg\|_{1}\leq \|f\|_{p}\|g\|_{q}.}

Plus généralement, pour {\displaystyle 0<p,q\leq +\infty } et {\displaystyle r} défini par 
 si {\displaystyle f\in L^{p}(S)} et {\displaystyle g\in L^{q}(S)} alors {\displaystyle fg\in L^{r}} et {\displaystyle \lVert fg\rVert _{r}\leq \lVert f\rVert _{p}\lVert g\rVert _{q}}.
De plus, lorsque {\displaystyle p} et {\displaystyle q} sont finis, il y a égalité si et seulement si {\displaystyle |f|^{p}} et {\displaystyle |g|^{q}} sont colinéaires presque partout (p.p.), c'est-à-dire s’il existe {\displaystyle \alpha } et {\displaystyle \beta } non simultanément nuls tels que {\displaystyle \alpha |f|^{p}=\beta |g|^{q}} p.p.

## Démonstration
Pour démontrer ce théorème, on peut utiliser un corollaire de l'inégalité de Jensen ou l'inégalité de Young.

## Exemples
Inégalité de Cauchy-Schwarz
L'inégalité de Cauchy-Schwarz pour les espaces de Hilbert est le cas particulier où p=q=2 dans l'inégalité de Hölder.
Dimension finie
Lorsqu'on applique l'inégalité de Hölder à l’ensemble S = {1, …, n} muni de la mesure de dénombrement, on obtient, pour 1 ≤ p, q ≤ +∞ avec 1/p + 1/q = 1 et pour tous vecteurs x et y de ℝn (ou de ℂn), l'inégalité
Cette inégalité peut aussi être démontrée en exprimant les conditions d'optimalité d'un problème de minimisation d'une fonction linéaire sur la boule unité pour la norme ℓp : voir la section Inégalités de Hölder.
Suites
L’inégalité précédente se généralise (en prenant, cette fois, S = ℕ) aux suites (ou aux séries selon le point de vue) : si (xk) et (yk) sont respectivement dans les espaces de suites ℓp et ℓq, alors la suite « produit terme à terme » (xk yk) est dans ℓ1.

## Cas extrémal
Soient 1 ≤ p, q ≤ +∞ avec 1/p + 1/q = 1, S un espace mesuré, de tribu Σ et de mesure μ, et f ∈ Lp(S).
- Si p < +∞, alors{\displaystyle \|f\|_{p}=\max \left\{\left|\int fg~\mathrm {d} \mu \right|~;~g\in \mathrm {L} ^{q}(S),~\|g\|_{q}\leq 1\right\},}
- Si p = +∞ et si tout élément A de la tribu Σ tel que μ(A) = +∞ contient un élément B de Σ tel que 0 < μ(B) < +∞ (ce qui est vrai dès que μ est σ-finie), alors{\displaystyle \|f\|_{\infty }=\sup \left\{\left|\int fg~\mathrm {d} \mu \right|~;~g\in \mathrm {L} ^{1}(S),~\|g\|_{1}\leq 1\right\}.}

Remarques sur le cas p = +∞
- Même avec l'hypothèse additionnelle de l'énoncé, la borne supérieure n'est pas atteinte en général. Par exemple si x est la suite de ℓ∞ définie par xk = 1 – 2–k alors, pour toute suite non nulle y de norme inférieure ou égale à 1 dans ℓ1, {\displaystyle \left|\sum x_{k}y_{k}\right|\leq \sum (1-2^{-k})|y_{k}|<\sum |y_{k}|\leq 1=\|x\|_{\infty }.}
- Si A ∈ Σ est de mesure infinie mais ne contient aucun B ∈ Σ de mesure finie non nulle (l'exemple le plus simple étant celui où le seul B ∈ Σ qui soit strictement inclus dans A est ∅) et si f est la fonction indicatrice de A, alors la borne supérieure associée est nulle, tandis que ║f║∞ = 1.

## Applications
- L’inégalité de Hölder fournit immédiatement une relation importante entre les espaces Lp associés à une mesure finie de masse totale M :{\displaystyle 0<r\leq q\leq +\infty \Rightarrow \mathrm {L} ^{r}\supset \mathrm {L} ^{q}{\text{ et }}\forall g\in \mathrm {L} ^{q},\|g\|_{r}\leq M^{{\frac {1}{r}}-{\frac {1}{q}}}\|g\|_{q}.}(Cette propriété peut également se déduire directement de l'inégalité de Jensen.)
- Elle intervient aussi comme argument permettant de montrer l’inégalité de Minkowski, qui est l'inégalité triangulaire pour la norme de Lp si p ≥ 1.
- Le cas extrémal permet d’établir que le dual topologique de Lp est Lq (avec 1/p + 1/q = 1) si 1 < p < +∞[5], et aussi si p = 1 quand la mesure est  σ-finie.

## Généralisation
L’inégalité de Hölder avec 1/p + 1/q = 1/r  se généralise immédiatement à n fonctions, par récurrence :

Soient 0 < r, p1, …, pn ≤  +∞ tels que
{\displaystyle \sum _{k=1}^{n}{\frac {1}{p_{k}}}={\frac {1}{r}}}
et n fonctions fk ∈ Lpk(S). Alors, le produit des fk appartient à Lr(S) et
{\displaystyle \left\|\prod _{k=1}^{n}f_{k}\right\|_{r}\leq \prod _{k=1}^{n}\|f_{k}\|_{p_{k}}.}

De plus, lorsque tous les pk sont finis, il y a égalité si et seulement si les |fk|pk sont colinéaires p.p.